# Cardwella
Cardwella is een geslacht van hooiwagens uit de familie Assamiidae.
De wetenschappelijke naam Cardwella is voor het eerst geldig gepubliceerd door Roewer in 1935. 

## Soorten
Cardwella is monotypisch en omvat slechts de volgende soort:
- Cardwella atar